# Basilica di Santa Maria Maggiore (Santa Maria Capua Vetere)
La basilica di Santa Maria Maggiore è la principale chiesa cattolica di Santa Maria Capua Vetere ed è una delle chiese più importanti dell'arcidiocesi di Capua.

## Storia

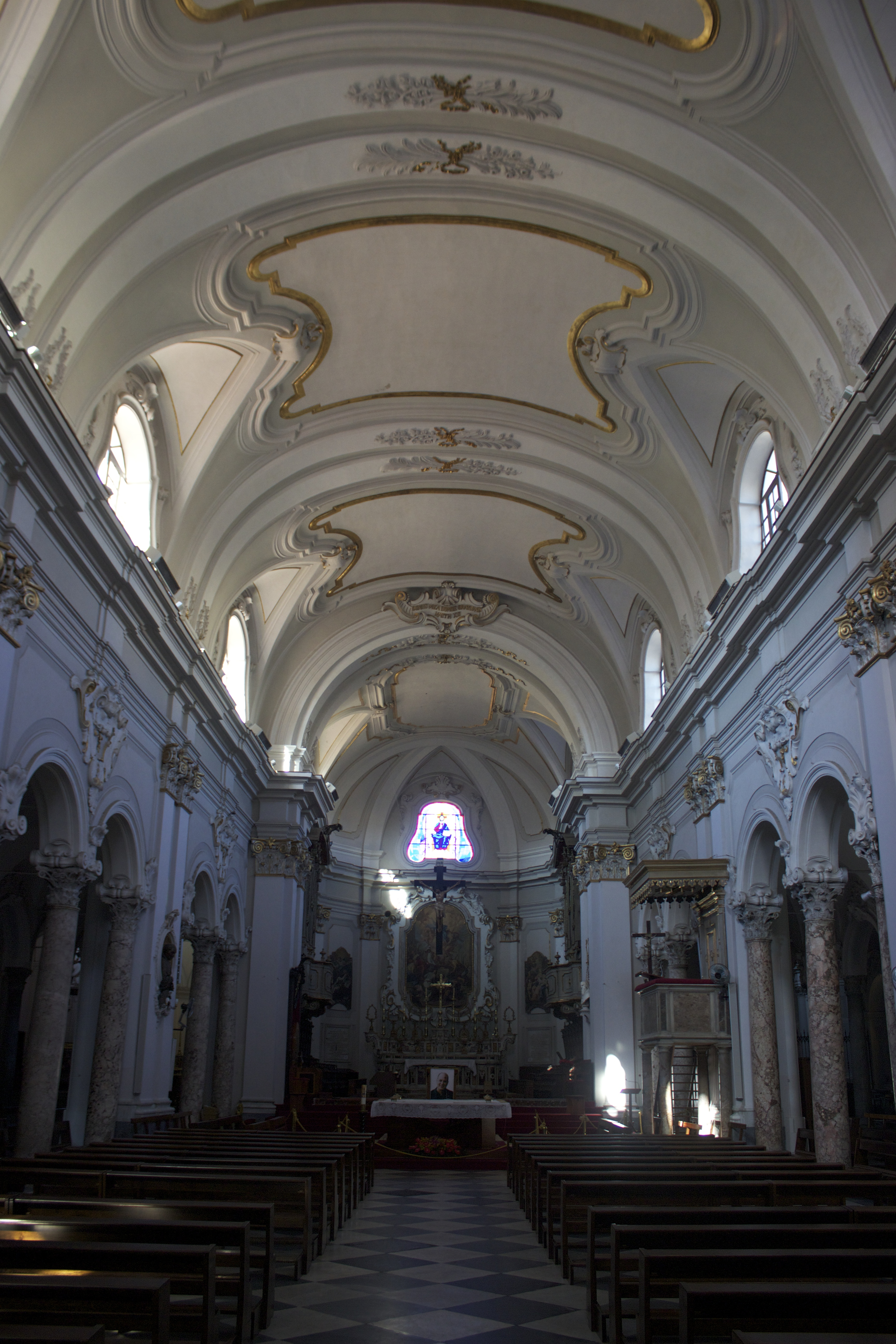
Interno della basilica

La basilica fu edificata nel 432 da San Simmaco, vescovo di Capua e patrono dell'attuale Santa Maria Capua Vetere. Simmaco la dedicò alla Madonna dopo che il concilio di Efeso aveva proclamato Maria come Madre di Dio.
Dopo la distruzione della prima basilica cristiana della città, intitolata a san Pietro ed eretta sotto l'imperatore Costantino, e della basilica germaniana, intitolata ai santi Stefano ed Agata (VI secolo), la basilica di Santa Maria Maggiore (Sancta Maria Syricorum) fu sede cattedrale del vescovo di Capua. Almeno dal IX secolo la chiesa fu dotata di un proprio capitolo canonicale.
Dopo il trasferimento della sede vescovile nella nuova Capua, fondata dai principi longobardi sull'ansa del fiume Volturno (l'antica Casilinum), la basilica continuò a mantenere il trono vescovile, il titolo e la funzione di concattedrale de facto insieme al Duomo di Capua. Nell'adiacente palazzo vescovile, costruito probabilmente prima dell'anno mille, i vescovi e gli arcivescovi metropoliti (dal 964) di Capua vi tennero la propria residenza durante i mesi estivi per preservarsi dal clima insalubre del palazzo vescovile nella nuova Capua.  Il palazzo, successivamente soggetto a significativi lavori di ristrutturazione nel XVII secolo, ad opera degli arcivescovi Camillo e Antonio Melzi (donde è attualmente denominato Palazzo Melzi), mantenne la sua destinazione fino al 1818. In quell'anno, infatti, il cardinale arcivescovo Francesco Serra-Cassano, per consentirvi l'allocazione dei Tribunali della Provincia di Terra di Lavoro, quell'anno ivi trasferitasi da Capua, lo cedette in enfiteusi al municipio di Capua, impedendo così il loro trasferimento nella città di Caserta. Non cessava comunque la residenza degli arcivescovi di Capua in Santa Maria durante i mesi estivi, né, conseguentemente, il funzionamento come concattedrale de facto della basilica di Santa Maria Maggiore. Lo stesso cardinale Serra di Cassano, infatti, faceva edificare un nuovo palazzo vescovile nella vicina via Melorio e tale situazione rimase immutata fino al periodo della seconda guerra mondiale, che vide il progressivo abbandono e degrado della residenza arcivescovile de Santa Maria, fino al triste esito della sua demolizione negli anni novanta.
La millenaria storia dell'edificio e il suo importante ruolo nell'Arcidiocesi di Capua spiegano non solo il prestigio della chiesa ma anche la stratificazione di stili e di opere d'arte qui presenti, nascoste dall'esterno dalla facciata settecentesca. Al suo interno sono infatti presenti elementi di spoglio dell'antica Capua affiancati da elementi barocchi del seicento e settecento napoletano, incorsi nelle numerose ristrutturazioni e ingrandimenti che nei secoli hanno interessato l'intero complesso.
Alcune modifiche documentate furono apportate nel corso del XVI secolo, con la costruzione delle volte in muratura nella seconda e terza navata e l'adeguamento del Presbiterio alle prescrizioni del Concilio di Trento; con la conseguente distruzione dell'antico altare, del ciborio che lo sovrastava (probabilmente ligneo) e del coro. Nel Seicento l'antico atrio antistante la facciata, su cui si affacciavano le abitazioni dei Canonici, fu inglobato nel Corpo della navata maggiore per aumentarne la lunghezza; fu inoltre costruito, al di sopra delle arcate delle mura perimetrali della stessa navata, un soffitto a cassettoni lignei, che coprì le antiche capriate del tetto, fino ad allora direttamente visibili. Nel Settecento profondi lavori di consolidamento e ristrutturazione modificarono l'aspetto e le dimensioni del sacro edificio e diedero alla chiesa la struttura odierna: la costruzione di sei pilastri di sostegno fra gli archi delle mura perimetrali della navata maggiore e l'elevazione della grandiosa volta ad incannucciata; la distruzione dell'antica abside ornata di mosaici paleocristiani rappresentanti la Madre di Dio e l'iscrizione dedicatoria di San Simmaco, che arrecò la gravissima e pressoché irrimediabile perdita di una fondamentale testimonianza dell'epoca di costruzione del primo nucleo della Chiesa e della sua dedicazione; la costruzione del nuovo presbiterio, più ampio e profondo del precedente.
In occasione del XVI centenario del Concilio Plenario Capuano (391-392), Domenica, 24 maggio 1992; papa Giovanni Paolo II ha fatto visita all'Arcidiocesi di Capua, recandosi nel pomeriggio presso la
Basilica di Santa Maria Maggiore, dove ha celebrato la funzione religiosa.
All'interno della chiesa nel 787 Arechi II, principe di Benevento, stipulò con Carlo Magno il trattato di pace che, dopo la sconfitta del Re Desiderio a Pavia, consentì per oltre due secoli la sopravvivenza del dominio longobardo nella propaggine meridionale dell'Italia. Secondo l'anonimo salernitano, lo stesso principe, in scioglimento del voto fatto alla Madonna per ottenere, con la mediazione dei vescovi della Campania, la stipulazione della pace con i Franchi, apportò alla chiesa delle modifiche sostanziali, aggiungendovi la quarta e la quinta navata e configurandola così al classico schema della pianta basilicale.

## L'Assunta di Giacinto Diano

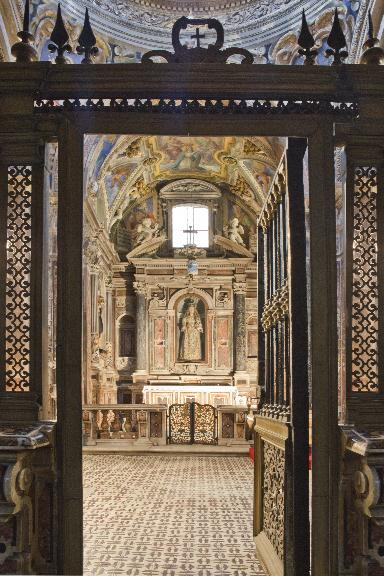
Cappella seicentesca in arte barocca di Santa Maria Suricorum nel duomo di Santa Maria C.V.

L'opera pittorica raffigura l'Assunzione della Vergine Maria e fa da sfondo alla suggestiva architettura dell'antica basilica detta anche Collegiata di Santa Maria Maggiore. La tela è alta cinque metri e larga tre ed è firmata dall'artista e datata 1770; si inquadra in una serie di interventi edilizi e decorativi avvenuti tra il XVII ed il XVIII secolo. La sua posizione nel fondo dell'abside della navata centrale fa da fulcro prospettico. L'olio è di Giacinto Diano nato a Pozzuoli nel 1731 e morto a Napoli nel 1804, il soggetto non è nuovo per l'artista, infatti altre due opere simili sono collocate presso la Cattedrale di Ischia datata 1759 e presso la cattedrale di Acerra datata 1798.Il dipinto ricade nella piena maturità artistica del Diano che si affranca dalla teatralità scenografica del grande artista Francesco De Mura, del quale rispecchia l'impostazione iconografica, ma con accenti più misurati e colori sfumati con toni morbidi e gradevoli. Lo sfondo architettonico inquadra la scena con maggiore equilibrio tanto da generare una elegante armonia tra i personaggi e la composizione del disegno, tra i toni cromatici e le vibrazioni luminose In basso vi sono raffigurati gli apostoli sorpresi attorno al sepolcro; Al centro campeggia la figura di Maria Assunta sostenuta da angeli, cherubini ed adagiata su una nube dai colori delicatamente cangianti; Lo sfondo è costituito da elementi architettonici che suggeriscono uno spazio ad esedra.

## La statua dell'Assunta di Antonio Migliorini

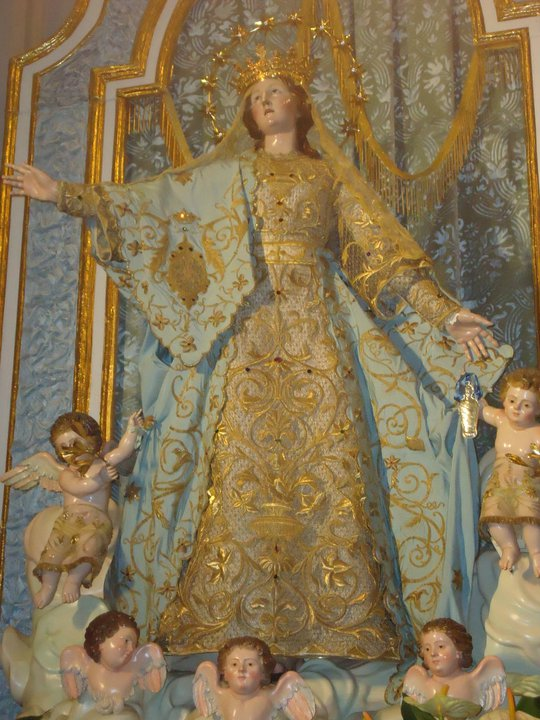
La Statua dell'Assunta di Antonio Migliorini

Il simulacro di Maria SS.ma Vergine Assunta in Cielo, patrona di Santa Maria Capua Vetere e vanto del popolo Sammaritano, fu donato nel 1837 dall'Università di Santa Maria Maggiore (oggi Comune di S. Maria C. V.) all'insigne chiesa collegiale di Santa Maria Maggiore, a titolo di devoto ringraziamento per la cessione di una cappella, di proprietà del capitolo dei canonici, situata sulla strada che da S. Maria conduce ad Aversa, necessaria ad allocarvi un posto della Guardia nazionale.
La statua fu commissionata allo scultore Antonio Migliorini, al quale l'Università pagò un compenso per l'esecuzione di 300 ducati d'oro.
La Madonna Assunta è rappresentata come una giovanetta, dalle delicate e vaghissime fattezze, che con un braccio proteso verso l'alto e uno rivolto verso il basso, volge lo sguardo al Cielo, verso il quale si accinge circondata di nuvole ed attorniata da puttini e cherubini. La scultura è interamente realizzata in legno di olmo, decorato alle estremità delle gambe, delle braccia e del volto. Il nuvolato fu realizzato in cartapesta decorata con polvere bianca ed azzurra di lapislazzuli. La cornice della base è dorata con la tecnica cosiddetta di argento a mistura. Le statue dei puttini e dei cherubini, sacrilegamente trafugate nei primi anni ottanta dello XX secolo, sono state scolpite nuovamente nell'anno 2005 dagli scultori Rosario ed Antonio Lebro, sulle fattezze di quelle elaborate dal Migliorini. La statua della Vergine, durante l'ultimo restauro del 2010, è stata invece sottoposta a procedimento per consolidare e rendere inattaccabile il legno dagli agenti biologici (cosiddetta "mineralizzazione"), riacquistando lo splendido nitore del volto. È rivestita di quattro preziosi abiti serici dei colori bianco e celeste, corrispondenti alla classica iconografia dell'Immacolata Concezione. Il primo - composto di veste bianca, manto celeste e velo di tulle ricamato in oro -, è adornato di sobri ed eleganti ricami in stile neoclassico, risale alla prima metà del XIX secolo e nella foggia, fedelmente riprodotta in tutti gli abiti successivi, è modellato sullo stile delle vesti usate all'epoca dalle donne della Casa reale e della grande nobiltà del Regno delle Due Sicilie (curiosamente la scrittrice Matilde Serao, in una novella di fine ottocento ambientata a S. Maria durante la Festa dell'Assunta, racconta che la Madonna era rivestita di rosso e di azzurro: di un abito di tale colore rimane memoria anche nell'edicola dedicata all'Assunta eretta sulla facciata dell'edificio dell'Istituto "Regina Carmeli" in Piazza 1º Ottobre, sul lato opposto all'Anfiteatro Campano). Il secondo è detto "abito dell'Incoronazione", in quanto fu confezionato in occasione dell'Incoronazione dell'Assunta, celebrata nell'anno 1937 su decreto del Capitolo Vaticano, dall'Arcivescovo Metropolita di Capua Gennaro Cosenza, in occasione del centenario della dedicazione al culto del Venerato Simulacro (cfr. immagine). Tale abito, particolarmente prezioso, nella parte "bianca", la veste - simbolo dell'Immacolata Concezione della Vergine Maria (cfr. Lc. 1, 28) -, è realizzato interamente in seta laminata d'argento puro - che ancora oggi si produce esclusivamente nelle seterie di san Leucio con telai funzionanti a mano -, alla quale è sovrapposta una fitta rete d'oro, su cui sono applicate pietre dure e ricami di splendidi motivi floreali in filo d'oro. Le sopramaniche sono pure in rete d'oro. Il manto azzurro - simbolo della Grazia Divina che ha ricoperto la Vergine Maria (cfr. Lc. 1, 35) - è poi adornato di stelle e gigli d'oro. Pure il velo - simbolo dell'umiltà e della verginità di Maria -, è realizzato in tulle tessuto a mano, su cui sono applicati ricami di stelle e gigli d'oro. La corona usata per l'Incoronazione - simbolo della vittoria di Maria Santissima sul dragone satanico e della sua partecipazione alla vittoria finale di Gesù Risorto, e, insieme all'abito d'oro, simbolo delle nozze eterne di Cristo con la Chiesa, prefigurata in Maria, nella Gloria del Paradiso (cfr. Ap. 12; Ps. 44, 10) - è realizzata secondo l'uso del tempo in oro 12 kt, così come le dodici stelle - simbolo delle dodici tribù del Nuovo Israele (cfr. Ap. 12, 1) - che contornano il capo della Madonna. Dei due rimanenti abiti uno è in seta laminata d'argento e ricamata finemente in oro e pietre dure, confezionato negli anni '70 del '900 a devozione della Congregazione laicale della SS. Vergine Assunta e privo di manto, mentre l'altro, "quotidiano", è realizzato in seta bianca per la veste, ed azzurra per il manto, con ricami in oro più semplici, ed una corona e un'aureola con dodici stelle in argento. Fra i numerosi ori votivi - offerti alla Vergine quale testimonianza perpetua delle numerose grazie elargite per sua intercessione -, è degno di particolare nota il prezioso "collare", in medaglioni d'oro e corniola, offerto alla Madonna nel 1854 dal "1° Lancieri" dell'Esercito delle Due Sicilie, di stanza a S. Maria (a tale reparto era assegnato il padre di quella Giulia Salzano, nata a S. Maria il 13 ottobre del 1846, fondatrice della Congregazione delle Suore Catechiste del Sacro Cuore, proclamata Santa dal Papa Benedetto XVI il 17 ottobre del 2010). Al di sotto degli abiti, similmente agli usi femminili della nobiltà meridionale nell'800, la Statua della Vergine è rivestita di numerosi capi di finissima biancheria antica.

## I festeggiamenti Patronali ed il Patrocino della Beata Vergine Maria Assunta in Cielo
Ogni anno l'Assunta, Patrona della Città di Santa Maria, è onorata con solenni festeggiamenti a partire dal 4 agosto, giorno in cui il Venerato Simulacro della Vergine, dopo il tradizionale "bacio del piede" da parte dei fedeli, è esposto sull'Altare maggiore del Duomo, appositamente apparato. Segue nei giorni successivi il Novenario, culminante nelle solenni celebrazioni del 14 e 15 agosto.
La grande Processione del 14 agosto, che si svolge, con la partecipazione di numerosissimo popolo proveniente dalla Città di Santa Maria e da tutti i paesi del circondario, attraverso la Via Mazzocchi e il rettangolo di Piazza Mazzini, dov'è eseguito lo sparo delle classiche batterie pirotecniche, ritorna poi in Piazza Matteotti, dove prima del solenne rientro in chiesa del Simulacro della Vergine, si tiene il famoso spettacolo pirotecnico dell"incendio del campanile". I festeggiamenti si concludono il 22 agosto, ottava dell'Assunzione al cielo della Beata Vergine Maria Regina, con la reposizione del venerato simulacro nella propria cappella.
Fra le grazie testimoniate dai fedeli ed operate in favore del Popolo Sammaritano per intercessione e Patrocinio della Beata Vergine Maria Assunta in Cielo si ricorda, per fama popolare, la protezione della Città dai bombardamenti anglo-americani durante l'ultima guerra mondiale (1941-1945).
Sono inoltre frequentemente testimoniate con lo scioglimento di voti e l'offerta di ex voto le grazie elargite a spose che non riuscivano a concepire figli.